# Aaron Sorkin
Aaron Benjamin Sorkin (Nueva York, 9 de junio de 1961) es un guionista, productor, dramaturgo y actor estadounidense. Ha escrito, entre otras, las obras de teatro A Few Good Men y The Farnsworth Invention, las series de televisión Sports Night, The West Wing, Studio 60 on the Sunset Strip y The Newsroom, y los guiones de A Few Good Men, The American President, Charlie Wilson's War, The Social Network, Moneyball y Steve Jobs.
Los diálogos y monólogos de Sorkin se complementan, por lo menos en televisión, con la técnica de dirección de su frecuente colaborador, Thomas Schlamme. Estas secuencias —característicamente llamadas «caminar y hablar»— se componen con travellings de larga duración, lo que implica la participación de múltiples personajes en la escena. Gracias a esta técnica no se utilizan demasiados cortes.

## Biografía

### Juventud y comienzos como dramaturgo
Aaron Benjamin Sorkin nació el 9 de junio de 1961 en Manhattan, en el seno de una familia judía. Hijo de una maestra y un abogado especializado en derechos de autor que había combatido en la Segunda Guerra Mundial, se crio en el barrio neoyorquino de Scarsdale. Al igual que su padre, su hermano y su hermana son abogados. Su abuelo paterno fue uno de los fundadores de la International Ladies' Garment Workers' Union, sindicato textil integrado principalmente por mujeres. Sorkin se interesó por la actuación a temprana edad, y de niño iba al teatro a ver obras como ¿Quién teme a Virginia Woolf? o That Championship Season, acompañado por sus padres.
Sorkin asistió a la Scarsdale High School, donde fue miembro de los clubes de drama y teatro. En octavo grado, interpretó al general Bullmoose en el musical Li'l Abner y, posteriormente, a sir Harry en Once Upon a Mattress. Además, fue vicepresidente de su clase durante su último año y se graduó en 1979. Ese mismo año ingresó a la Universidad de Siracusa. Reprobó una importante asignatura de primer año, lo que fue un golpe devastador, puesto que él quería actuar y el departamento de drama del colegio no les permitía a los alumnos subir al escenario hasta aprobar todas las asignaturas de primer año. No obstante, en segundo año subió sus notas y se graduó en 1983. Sorkin citó a su profesor de teatro, Arthur Storch, como una gran influencia.
| «No quiero analizarme a mí mismo ni mucho menos, pero creo que, de hecho sé que esto es cierto, que entro en otro mundo cuando escribo. Cuando era joven, me sentía un cualquiera, alguien que no tenía mucho que ofrecer en una conversación. Pero cuando empecé a escribir, de pronto hubo algo que me hizo creer que podía estar a un mayor nivel». —Sorkin, sobre cómo se convirtió en escritor. |

Tras graduarse con un Bachelor of Arts en 1983, se mudó a Nueva York, donde trabajó como actor de manera intermitente. También realizó varios trabajos ocasionales, como entregador de mensajes cantados, chofer, repartidor de volantes y camarero en el Palace Theatre de Broadway. Un fin de semana, mientras cuidaba la casa de un amigo, encontró una IBM Selectric, comenzó a escribir y sintió "una confianza fenomenal y una especie de alegría que nunca había experimentado antes".
Continuó hasta finalizar su primera obra, Removing All Doubt. Se la envió a su profesor de teatro de la universidad, Arthur Storch, quien quedó impresionado, y en 1984 fue interpretada por estudiantes de arte dramático de la Universidad de Siracusa. Posteriormente escribió Hidden in This Picture, que debutó en el Laurie Beechman Theatre del off-off-broadway en 1988.[cita requerida] Gracias a sus dos primeras obras consiguió un agente. El productor John A. McQuiggan vio Hidden in This Picture y le encargó a Sorkin alargar la obra de un acto. El resultado se llamó Making Movies.[cita requerida]

### A Few Good Men
Para su siguiente obra, A Few Good Men, Sorkin se inspiró en una conversación telefónica que tuvo con su hermana Deborah —que se había graduado de la Boston University Law School y comenzaba un período de tres años en el servicio de Abogacía General de la Marina de los Estados Unidos—. Deborah debía ir a la Bahía de Guantánamo a defender a un grupo de infantes de marina que estuvieron a punto de asesinar a un compañero en una novatada ordenada por su oficial superior. Con esta información, Sorkin escribió gran parte del guion en servilletas, mientras trabajaba en el Palace Theatre. Al regresar a su casa, copiaba el contenido a una Macintosh 512K que había comprado con sus compañeros de departamento y fue así formando una base de la que saldrían varios borradores de A Few Good Men.
En 1988 Sorkin vendió los derechos cinematográficos de A Few Good Men al productor David Brown, en un acuerdo por «seis cifras». Anteriormente, Brown había leído un artículo en The New York Times sobre Hidden in This Picture, ahí descubrió A Few Good Men, una producción que ya era Off-Broadway. Brown produjo la puesta en el Music Box Theatre de Broadway, que fue protagonizada por Tom Hulce y dirigida por Don Scardino. La obra se estrenó en 1989 y se mantuvo durante casi quinientas funciones.
Sorkin continuó escribiendo Making Movies, que se estrenó en 1990 en el Promenade Theatre del off-Broadway, producida por John A. McQuiggan y nuevamente dirigida por Scardino. Mientras tanto, David Brown, que en ese entonces se encontraba produciendo algunos proyectos para la TriStar Pictures, trató de convertir A Few Good Men en una película, pero su propuesta fue rechazada debido a la ausencia de actores de renombre. Más tarde, Brown recibió una llamada de Alan Horn, uno de los principales fundadores de Castle Rock Entertainment, que deseaba hacer el filme. Rob Reiner, un socio de producción del estudio, se ofreció a dirigirlo.

### Comienzos como guionista

#### Contrato con Castle Rock Entertainment
A principios de la década de 1990, Sorkin trabajó bajo contrato para Castle Rock Entertainment. Allí, escribió tres guiones para películas, A Few Good Men, Malice y The American President. Las tres recaudaron aproximadamente 400 millones de dólares en todo el mundo. Mientras trabajaba para Castle Rock, Sorkin entabló amistades con sus colegas William Goldman y Rob Reiner, y conoció a su futura esposa, Julia Bingham, que en ese entonces dirigía los negocios del estudio.
Sorkin escribió varios borradores para el guion de A Few Good Men en su departamento de Manhattan, mientras aprendía cómo hacer la estructura de un guion. Luego, pasó varios meses en las oficinas de Castle Rock, trabajando con Reiner en el argumento. William Goldman, que trabajaba con regularidad en Castle Rock, se convirtió en su instructor y lo ayudó a adaptar el guion. La película fue dirigida por Reiner y fue protagonizada por Tom Cruise, Jack Nicholson, Demi Moore y Kevin Bacon; además, Brown funcionó como productor. Se estrenó en 1992 y fue un éxito de taquilla.
Goldman le presentó a Sorkin los lineamientos de una nueva historia, que más tarde se convertiría en el guion de Malice, y supervisó el proyecto como consultor creativo, mientras Sorkin escribió los dos primeros borradores, pero tuvo que abandonar el proyecto para terminar el guion de A Few Good Men, por lo que el guionista Scott Frank escribió dos nuevos borradores. Cuando la producción de A Few Good Men terminó, Sorkin volvió a trabajar en la Malice hasta terminar el guion técnico. Harold Becker dirigió la película, un thriller de 1993, protagonizado por Nicole Kidman y Alec Baldwin. El filme recibió críticas diversas. Vincent Canby, de The New York Times, lo describió como "taimadamente entretenido, de principio a fin". Roger Ebert le dio dos de cuatro estrellas, y Peter Travers, de Rolling Stone, escribió que tenía "suspenso, pero no determinación".
El último guion de Sorkin para Castle Rock fue The American President, para el que volvió a trabajar con Goldman como consultor creativo. Esta vez, Sorkin tardó varios años en terminar el argumento, que comenzó con 385 páginas, finalmente reducidas a 120. La película, dirigida por Rob Reiner, fue aclamada por la crítica. Kenneth Turan, de Los Angeles Times, la describió como "genial y entretenida, si no notablemente inspirada".

#### Otros trabajos durante la década de 1990
Sorkin realizó varios guiones que no le fueron acreditados en varias películas de la década de 1990. Escribió algunas líneas de Sean Connery y Nicolas Cage en La Roca. Trabajó en Exceso de equipaje, una comedia sobre una joven que finge su propio secuestro para llamar la atención de su padre, y escribió algunos de los diálogos de Will Smith en Enemigo público.
Colaboró con Warren Beatty en un par de guiones, entre ellos el de Bulworth. Beatty, conocido por financiar en ocasiones personalmente sus proyectos cinematográficos hasta la preproducción, también lo contrató para reescribir un guion titulado Ocean of Storms, que nunca pudo ser realizado. En un momento, Sorkin demandó a Beatty a causa de una indemnización por su trabajo en dicho libreto; sin embargo, más tarde continuó trabajando en el guion una vez resuelto el asunto.

### Guiones para televisión

#### Sports Night(1998-2000)
Se le ocurrió escribir sobre un programa deportivo de televisión en horas bajas y en todo lo que sus protagonistas viven detrás de las cámaras mientras vivía en el Hotel Four Seasons de Los Ángeles y escribía el guion de The American President. Durante la noche, tenía el televisor sintonizado en ESPN y veía las repeticiones continuas de SportsCenter. A pesar de que originalmente tenía pensado convertir la historia en una película, no pudo estructurar el argumento para un largometraje, así que lo transformó en una serie de televisión cómica. Sports Night fue producida por Disney y debutó en la cadena ABC, propiedad de Disney, en 1998.
Sorkin tuvo un conflicto con la ABC durante la primera temporada por el uso de las risas enlatadas y del público en la serie. La pista de risa fue ampliamente despreciada por la crítica mayormente por su desentonación. Joyce Millman, de Salon.com, la describió como "la pista de risa menos convincente que pueda haber". Por su parte, Sorkin dijo que "una vez que filmas frente a una audiencia en vivo, no tienes más remedio que utilizar las risas grabadas". Las pistas dejaron de usarse al final de la primera temporada. Por lo tanto, en la segunda temporada el elenco ya no actuaba frente al público y contaba con más tiempo para ensayar.
A pesar de que la serie fue aclamada por la crítica, la ABC la canceló debido a los bajos niveles de audiencia. Sorkin recibió varias ofertas para continuar con el programa en otros canales, pero las rechazó todas porque requerían demasiado su participación, algo que había sido difícil teniendo en cuenta que simultáneamente estaba escribiendo el argumento de una nueva serie, The West Wing.

#### The West Wing(1999-2006)

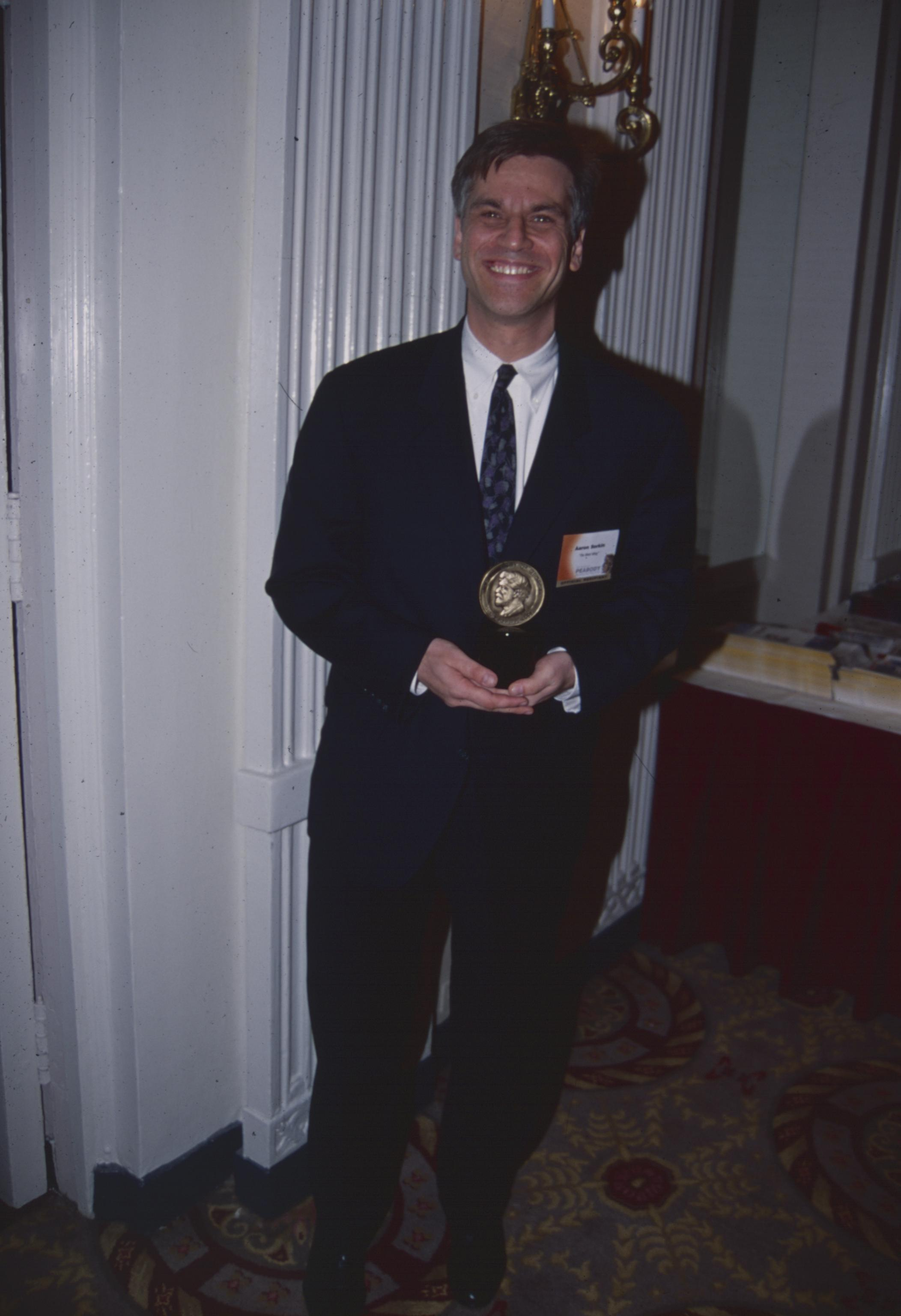
Sorkin con su Peabody Award por The West Wing en mayo de 2000

A Sorkin se le ocurrió realizar la serie de televisión política The West Wing en 1997, mientras almorzaba con el productor John Wells. Le preguntó qué le parecía la idea de crear un espectáculo centrado en el personal de la Casa Blanca, a base de borradores y líneas no utilizadas en The American President. Wells envió el concepto a la NBC, pero como hacía poco del escándalo de Monica Lewinsky, se le aconsejó esperar, ya que la audiencia no podría tomar la serie en serio. Un año más tarde, varias cadenas comenzaron a interesarse por The West Wing, por lo que la NBC decidió transmitirla. El episodio piloto se estrenó el 22 de septiembre de 1999 y fue producido por la Warner Bros. Television.
La primera temporada recibió nueve Premios Emmy, la serie con más Emmy ganados en una sola temporada. Sorkin y Rick Cleveland ganaron el Emmy por el episodio «In Excelsis Deo». Un artículo de The New York Times decía que en realidad Cleveland no había participado en el guion y que Sorkin lo había terminado individualmente, por lo que Cleveland no tuvo la oportunidad de decir unas pocas palabras al ganar. El episodio se basa en el padre de Cleveland, un veterano de la Guerra de Corea, que pasó sus últimos días en la calle. Años después, tuvo lugar una conversación en un foro web público entre estos dos, Sorkin explicó que él acredita a sus escritores y que había despedido a Cleveland, al final, Sorkin se disculpó con Cleveland. También ganaron el Premio del Gremio de Escritores de América en febrero de 2001 por escribir «In Excelsis Deo».
Luego del final de la segunda temporada de la serie, Sorkin recayó en las drogas, sólo dos meses después de recibir el Phoenix Rising Award por su rehabilitación; a esto se le sumó su detención en Aeropuerto Bob Hope por posesión de hongos psilocibios, marihuana y crack. Su adicción fue muy difundida, sobre todo cuando en Saturday Night Live hicieron una parodia llamada «The West Wing», a pesar de su recuperación.
En total, Sorkin escribió ochenta y siete guiones para la serie:  todos los episodios de las primeras cuatro temporadas. Sorkin describe su participación en la serie como «no tanto [la de] un productor ejecutivo o productor. Soy realmente un escritor». Asimismo, también admitió los inconvenientes que esto puede tener, diciendo «De los ochenta y ocho episodios que escribí, nunca llegábamos con el tiempo o el presupuesto, nunca, ni una sola vez». En 2003, Sorkin y el productor ejecutivo Thomas Schlamme dejaron el programa por conflictos internos en la Warner Bros., esto implicó que John Wells tuviera un papel más amplio como productor ejecutivo. Sorkin no volvió a ver ningún episodio de la serie, salvo los primeros segundos del primer episodio de la quinta temporada, experiencia que describió como "ver a otro teniendo sexo con mi novia". Posteriormente, Sorkin volvió para realizar un cameo en el último episodio, como un miembro del personal del presidente Bartlet.

#### Studio 60 on the Sunset Strip(2006-2007)
En 2003, Sorkin le comentó al entrevistador Charlie Rose que planeaba desarrollar una serie cómica con sketches, similar a Saturday Night Live. A principios de octubre de 2005 un guion del piloto, «Studio 7 on the Sunset Strip», escrito por Sorkin y producido por Thomas Schlamme, comenzó a circular en Hollywood y generó cierto interés en la web. Una semana más tarde, la NBC compró a Warner Bros. Television los derechos para transmitir la serie, algo que la CBS planeaba hacer. El nombre del programa fue cambiado posteriormente al de Studio 60 on the Sunset Strip. Según Sorkin, el programa tenía «ciertos elementos autobiográficos» y «personajes basados en personas reales», además de tener las características típicas de un sketch.
En septiembre de 2006 el piloto de Studio 60, dirigido por Schlamme, se emitió por la NBC. El episodio fue bien recibido por la crítica y fue visto por más de doce millones de personas, cifra que no logró mantener conforme transcurrió la temporada. Esto fue seguido por grandes cantidades de críticas reflexivas, así como análisis negativos por parte de la blogosfera. Después de dos meses de «cancelación momentánea», Studio 60 volvió, solo para transmitir los últimos episodios de la primera temporada, la única que tuvo. 

### Trabajos desde 2004

#### Retorno al teatro

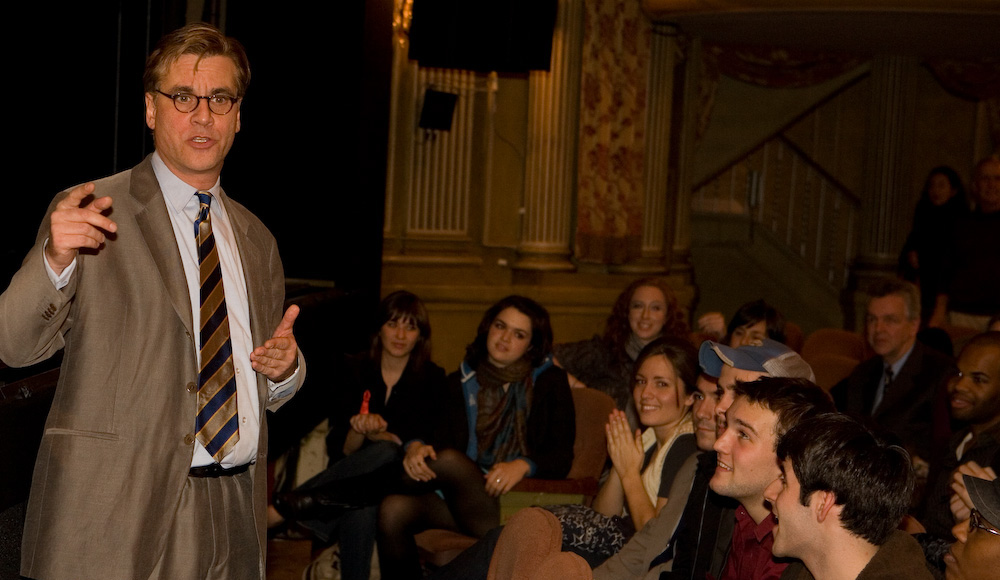
Sorkin hablando sobre The Farnsworth Invention en el Music Box Theatre, fotografía tomada el 8 de noviembre de 2007.

En 2003, Sorkin se dedicó a escribir un guion spec —es decir, un guion original— acerca de la vida del inventor Philo Farnsworth, un tema con el que se había familiarizado en la década de 1990, cuando el productor Fred Zollo se le presentó con la idea de adaptar el libro de memorias de Elma Farnsworth a una película biográfica. Un año después, completó el guion bajo el título The Farnsworth invención, que fue comprado por New Line Cinema y se planeaba que Thomas Schlamme sea el director. El argumento se centraría en la batalla que tuvo Farnsworth con el magnate David Sarnoff.
Al mismo tiempo, Sorkin fue contactado por Jocelyn Clarke, la gerente de comisiones del Abbey Theatre de Dublín, con la idea de que escribiese una obra para ellos, un encargo que aceptó. Con el tiempo, Sorkin decidió abordar este encargo para reescribir The Farnsworth invención, en forma de obra. En primer borrador fue entregado al Abbey Theatre a principios de 2005, y una producción con la colaboración de La Jolla Playhouse fue planeada supuestamente para 2007. Sin embargo, en 2006 el Abbey Theatre se retiró tras unos inconvenientes. A pesar de esto, La Jolla Playhouse siguió adelante, con Steven Spielberg ofreciéndose como productor. La obra funcionó desde el 20 de febrero hasta el 25 de marzo de 2007. La producción siguió en Broadway, con la idea de comenzar el 14 de noviembre en el Music Box Theatre, sin embargo, el estreno demoró debido a una huelga. Finalmente, el 3 de diciembre se inauguró The Farnsworth Invention, tras el final de la huelga; la obra concluyó el 2 de marzo de 2008.
En 2005, A Few Good Men volvió al teatro, esta vez en el los Teatros del West End. La obra se estrenó en el Teatro Haymarket en el otoño de ese mismo año y fue dirigida por David Esbjornson, con Rob Lowe, de The West Wing, en el papel principal.

#### Retorno al cine
El retorno al cine de Sorkin se produjo cuando fue contratado por Universal Pictures para adaptar 60 Minutes, un programa de televisión conducido por George Crile III, a una película. Esta, llamada  Charlie Wilson's War, fue producida por Playtone Entertainment. El argumento se centra en el político Charles Wilson, que financió la Operación Ciclón en Afganistán. La película fue estrenada en 2007, protagonizada por Tom Hanks, Julia Roberts y Philip Seymour Hoffman, y dirigida por Mike Nichols.
En agosto de 2008 Sorkin anunció que había acordado escribir un guion para Sony, centrado en la creación de Facebook. La película, The social network, basada en la novela de Ben Mezrich The Accidental Billionaires, se estrenó el 1 de octubre de 2010. Sorkin ganó el Premio Óscar, el Globo de Oro y el BAFTA. Un año más tarde, fue candidato a las mismas categorías por escribir el guion de la película Moneyball, basada en el libro de Michael Lewis. La cinta, protagonizada por Brad Pitt y Jonah Hill, tuvo un resultado en taquilla positivo, al recaudar 110 millones USD —sobre los 47 millones USD de presupuesto—.
En mayo de 2012, Sony anunció que Sorkin escribiría una película basada en la biografía de Walter Isaacson sobre Steve Jobs. Ese mismo mes, fue invitado a la conferencia D10, y explicó sus pensamientos acerca de Isaacson: 

Para ser honesto, una de las dudas que tenía al aceptar el guion era que sería como escribir sobre The Beatles, hay mucha gente por ahí que sabe mucho sobre él, eso puede ser peligroso, puede decepcionar. Cuando termine mi investigación sabré tanto de Steve Jobs como muchos de los que están es esta sala [lugar de la entrevista].

Steve Jobs, escrita por Sorkin, dirigida por Danny Boyle y protagonizada por Michael Fassbender, se estrenó el 9 de octubre de 2015. De acuerdo al crítico A. O. Scott, de The New York Times, la película es "un entretenimiento audaz en las formas y enérgico en lo intelectual" Eric Kohn, de Indiewire, la clasificó como «La Birdman del sector tecnológico [...] Estructuralmente, Sorkin ha desarrollado una obra maestra de economía narrativa».
Sorkin debutó como director con Molly's Game, una adaptación realizada por él mismo de las memorias de la emprendedora Molly Bloom, La película se estrenó el 8 de septiembre de 2017 en el Festival Internacional de Cine de Toronto. En los 75° Premios Globos de Oro recibió dos nominaciones, a Mejor guion y Mejor actriz de drama para Chastain. Sorkin también obtuvo nominaciones por su guion en los Óscar y BAFTA.
En 2020 escribió y dirigió otro filme, sobre los Chicago Seven, titulada El juicio de los 7 de Chicago. Esta película obtuvo 6 nominaciones de la Academia de Hollywood (entre ellas a mejor película y a mejor actor de reparto para Baron Cohen), 5 nominaciones a los Globos de Oro y 3 nominaciones a los BAFTA.

#### Vuelta a la televisión
En 2011 se anunció que Sorkin volvería a la televisión con dos proyectos para HBO. Se asoció con el protagonista de The Office, John Krasinski, para desarrollar un miniserie sobre el Chateau Marmont Hotel, basada en Life at the Marmont, un libro escrito por los propietarios del hotel, Raymond R. Sarlot y Fred Basten. También desarrolló The Newsroom, una serie que narra el trabajo previo a un informativo de una redacción de periodistas en una cadena norteamericana. Esta duró tres temporadas, la primera se estrenó el 24 de junio de 2012, concluyendo el 14 de diciembre de 2014.

### Otros proyectos

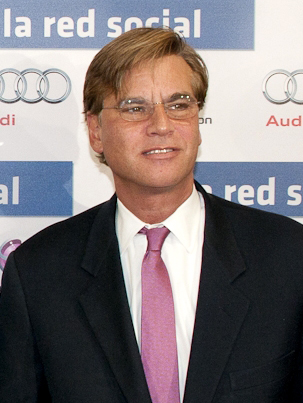
Sorkin en el estreno de The Social Network.

En marzo de 2007 se informó que Sorkin había sido contratado para adaptar a un musical el disco de 2002 Yoshimi Battles the Pink Robots, de la banda de rock psicodélico The Flaming Lips, en colaboración con el director Des McAnuff, quien fue uno de los desarrolladores del proyecto. El 12 de julio de 2007, la revista Variety informó que Sorkin había aceptado escribir tres guiones para DreamWorks. El primero, llamado The Trial of the Chicago 7, se desarrollaría junto a Steven Spielberg y los productores Walter Parkes y Laurie MacDonald. En marzo de 2010, el agente de Sorkin, Ari Emanuel, dijo que el proyecto difícilmente se realizaría. Sin embargo, a finales de julio de 2013, se anunció que Paul Greengrass planeaba dirigir el guion de Sorkin con la colaboración de Spielberg.
En agosto de 2008, Des McAnuff anunció que Sorkin había sido contratado por el Stratford Shakespeare Festival para adaptar la obra El jardín de los cerezos, de Antón Chéjov, a un musical. En 2010, obtuvo los derechos cinematográficos del libro de Andrew Young The Politician —que trata sobre el senador John Edwards—, y se anunció que realizaría su debut como director de cine, mientras también trabaja en la adaptación del libro.
En noviembre de ese año, se informó que Sorkin estaría escribiendo un musical basado en la vida de Harry Houdini, con música de Danny Elfman. En enero de 2012, se supo que Stephen Schwartz se encargaría de escribir la composición y las letras de la obra y que sería el debut como libretista de Sorkin. Se esperaba que el musical se estrenara entre 2013 y 2014. Sorkin dijo: "La oportunidad de trabajar en un musical con Stephen Schwartz, Jack O'Brien y Hugh Jackman es un gran regalo". En enero de 2013, Sorkin abandonó el proyecto por compromisos cinematográficos y televisivos.
En septiembre de 2015, se anunció que Sorkin se encontraba escribiendo el guion para una película biográfica centrada en el matrimonio de Lucille Ball y Desi Arnaz, así como su trabajo en I Love Lucy y The Lucy–Desi Comedy Hour. La ganadora del Premio Óscar Cate Blanchett será quien interprete a Ball, mientras que el papel de Arnaz todavía está por ser determinado.

## Proceso y estilo de escritura

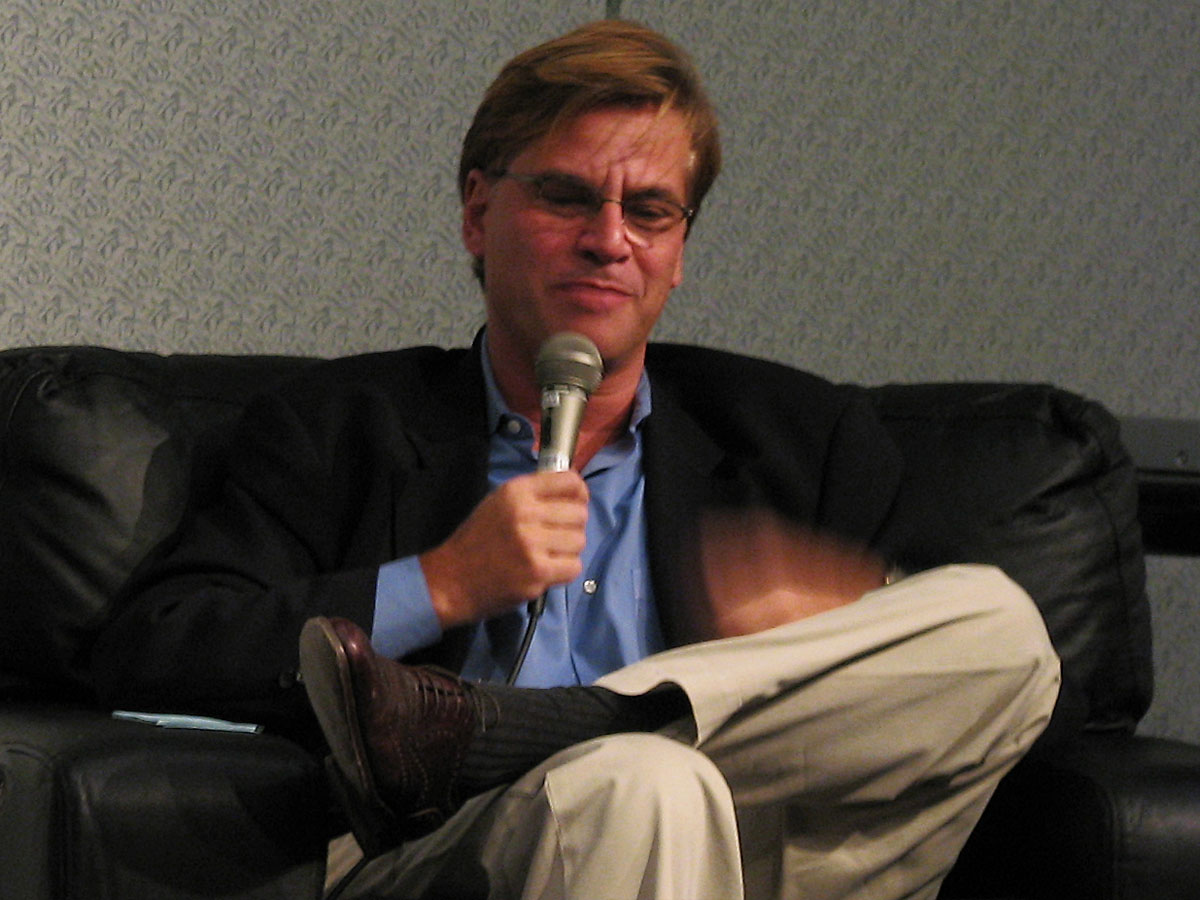
Sorkin mientras entrevistaba a William Goldman, en una exposición de guionistas realizada en noviembre de 2008.

Sorkin ha escrito tanto para teatro, como para películas y series de televisión, variando de colaboradores en cada medio. Comenzó con la escritura teatral, luego trabajó en el cine, donde colaboró con el director Rob Reiner y con el guionista William Goldman, y con el tiempo se trasladó a la televisión, donde colaboró con el director Thomas Schlamme durante casi una década. Sorkin tiene como costumbre fumar mientras pasa incontables horas encerrado en su despacho escribiendo nuevos guiones. Él mismo describe su proceso de escritura como físico, ya que a menudo se pone de pie y recita los diálogos que desarrolla.
En un artículo para The New York Times, Peter de Jonge señaló que «The West Wing nunca se escribe con más de unas pocas semanas de anticipación y no presenta líneas narrativas importantes», algo que, según él, se debía a la imposibilidad de «darles arcos narrativos significativos a personajes sin defectos». Sorkin, por su parte, declaró: «Rara vez planifico el futuro, no porque crea que sea malo, simplemente no tengo tiempo». Sorkin también dijo: «Como escritor, no me gusta contestar preguntas hasta el último momento». El crítico de televisión John Levesque, del periódico en línea Seattle Post-Intelligencer, escribió que Sorkin «puede crear desarrollos argumentales imprudentes». Por lo general, cuando escribe para televisión, Sorkin rara vez deja que otros se queden con el crédito por el guion; De Jonge informó que los antiguos guionistas de The West Wing dijeron: «Sorkin es excepcionalmente poco generoso cuando se trata de acreditar a otra persona». Durante una entrevista para GQ, Sorkin dijo: «Un grupo de personas me ayudan, tienen grandes ideas, pero a los guiones no los crea un comité».
Sorkin ha colaborado la televisión con el director Schlamme Comenzó a principios de 1998, cuando ambos descubrieron que compartían ideas para crear un programa, que con el tiempo sería conocido como Sports Night. Esta asociación ha conseguido grandes éxitos; Sorkin escribe los guiones y Schlamme funciona como productor ejecutivo y ocasionalmente dirige; han trabajado juntos en Sports Night, The West Wing y Studio 60 on the Sunset Strip. Schlamme crea la estética de los programas, trabaja con otros directores, discute los guiones con Sorkin tan pronto como se entregan, toma decisiones de diseño y de casting y asiste a las reuniones sobre el presupuesto, mientras que Sorkin, en general, se limita a escribir.
Sorkin es conocido por escribir líneas memorables y diálogos rápidos, como la frase: «¡No se puede manejar la verdad!» de A Few Good Men. En televisión, una de sus características distintivas es que sus personajes, a medida que conversan, bromean acerca de hechos caprichosos que tienen lugar en el episodio, además de hacer oscuras referencias a la cultura popular.
A pesar de que sus guiones son elogiados y algunos, incluso, considerados de culto, ha sido criticado principalmente por sus guiones sobrecargados. William Goldman comentó que aunque los discursos normalmente se evitan en los medios audiovisuales, Sorkin tiene cierto talento para escribir diálogos y no sigue lo anterior dicho.

## Vida privada

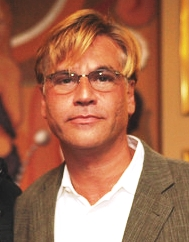
Sorkin en agosto de 2008

En 1996, Sorkin se casó con Julia Bingham, de quien se divorció en 2005. La principal razón de la ruptura habría sido su adicción al trabajo y el constante abuso de drogas. Tienen una hija, Roxy. Sorkin tuvo una fuerte adicción a la cocaína durante muchos años pero, luego de ser arrestado en 2001, entró en rehabilitación. Durante varios años, mantuvo una relación con Kristin Chenoweth, quien interpretó a Annabeth Schott en The West Wing, aunque después de que él dejara la serie. También salió con la columnista Maureen Dowd y la actriz Kristin Davis.
Conocido partidario del Partido Demócrata, contribuyó sustancialmente con las campañas políticas entre 1999 y 2011, de acuerdo con el sitio web CampaignMoney.com. Durante las elecciones presidenciales de Estados Unidos de 2004, el comité político MoveOn contrató a Sorkin y a Rob Reiner para crear uno de sus anuncios de campaña política publicitaria en contra de George W. Bush. En agosto de 2008, Sorkin participó en la llamada Generación Obama, en el Fine Arts Theater de Beverly Hills. A pesar de esto, no se considera un activista político.
En 1987 comenzó a consumir marihuana y cocaína. Según él, le aliviaban ciertas tensiones. En 1995 entró a rehabilitación en el Instituto Hazelden en Minesota, con el asesoramiento de su entonces novia y futura esposa Julia Bingham. En 2001, junto a John Spencer y Martin Sheen, recibieron el Phoenix Rising Award luego de que unos guardias de un puesto de control le encontraran hongos alucinógenos, marihuana y cocaína crack, esto debido a que Sorkin llevaba una pipa para crack hecha de metal, localizada por un detector de metales. Se le ordenó asistir a un programa antidrogas. Continuó con su adicción hasta trabajar en The West Wing. El 13 de mayo de 2012, en un discurso para la Universidad de Siracusa, declaró que no consumía cocaína desde hacía once años.

## Trabajos

### Filmografía
| Año       | Título                        | Tipo                | Rol                           | Notas                                  |
| --------- | ----------------------------- | ------------------- | ----------------------------- | -------------------------------------- |
| 1992      | A Few Good Men                | Película            | Guionista y actor             | Interpreta a un abogado en taberna     |
| 1993      | Malice                        | Película            | Guionista                     | Junto con Scott Frank                  |
| 1995      | The American President        | Película            | Guionista y actor             | Interpreta a un ayudante de taberna    |
| 1996      | The Rock                      | Película            | Guionista                     | No figura en los créditos              |
| 1998      | Bulworth                      | Película            | Guionista                     | No figura en los créditos              |
| 1999-2000 | Sports Night                  | Serie de televisión | Creador y productor ejecutivo |                                        |
| 1999-2006 | The West Wing                 | Serie de televisión | Creador y productor ejecutivo |                                        |
| 2006-2007 | Studio 60 on the Sunset Strip | Serie de televisión | Creador y productor ejecutivo |                                        |
| 2007      | Charlie Wilson's War          | Película            | Guionista                     | Basada en el libro de George Crile III |
| 2010      | The Social Network            | Película            | Guionista y actor             | Basada en el libro de Ben Mezrich      |
| 2011      | Moneyball                     | Película            | Guionista                     | Basada en el libro de Michael Lewis    |
| 2012-2014 | The Newsroom                  | Serie de televisión | Creador y productor ejecutivo |                                        |
| 2015      | Steve Jobs                    | Película            | Guionista                     | Basada en el libro de Walter Isaacson  |
| 2017      | Molly's Game                  | Película            | Director y guionista          | Basada en el libro de Molly Bloom      |
| 2020      | El juicio de los 7 de Chicago | Película            | Director y Guionista          | Basada en hechos reales                |

### Teatro
- Removing All Doubt (1984)
- Hidden in This Picture (1988)[106]
- A Few Good Men (1989)[107]
- Making Movies (1990)[108] basada en Hidden in This Picture
- The Farnsworth Invention (2007)[59]

## Premios

### Óscar
| Año  | Categoría            | Película                      | Resultado |
| ---- | -------------------- | ----------------------------- | --------- |
| 2011 | Mejor guion adaptado | The Social Network            | Ganador   |
| 2012 | Mejor guion adaptado | Moneyball                     | Nominado  |
| 2017 | Mejor guion adaptado | Molly's Game                  | Nominado  |
| 2020 | Mejor guion original | El juicio de los 7 de Chicago | Nominado  |

### Globos de Oro
| Año  | Categoría   | Película                      | Resultado |
| ---- | ----------- | ----------------------------- | --------- |
| 1993 | Mejor guion | A Few Good Men                | Nominado  |
| 1996 | Mejor guion | The American President        | Nominado  |
| 2008 | Mejor guion | Charlie Wilson's War          | Nominado  |
| 2011 | Mejor guion | The Social Network            | Ganador   |
| 2012 | Mejor guion | Moneyball                     | Nominado  |
| 2015 | Mejor guion | Steve Jobs                    | Ganador   |
| 2017 | Mejor guion | Molly's Game                  | Nominado  |
| 2020 | Mejor guion | El juicio de los 7 de Chicago | Ganador   |

Premios BAFTA
| Año  | Categoría            | Película                      | Resultado |
| ---- | -------------------- | ----------------------------- | --------- |
| 2011 | Mejor guion adaptado | The Social Network            | Ganador   |
| 2012 | Mejor guion adaptado | Moneyball                     | Nominado  |
| 2016 | Mejor guion adaptado | Steve Jobs                    | Nominado  |
| 2017 | Mejor guion adaptado | Molly's Game                  | Nominado  |
| 2020 | Mejor guion original | El juicio de los 7 de Chicago | Nominado  |